# Evelina Darling
Evelina Darling (Yugorsk, distrito autónomo de Janty-Mansi; 2 de diciembre de 1996) es una actriz pornográfica rusa.

## Biografía
Evelina Darling, nombre artístico de Natalia Luttseva (Наталья Лутцева), nació en diciembre de 1996 en la ciudad de Yugorsk, ubicada en el distrito autónomo de Janty-Mansi, situada a su vez en la región de los Urales. No se tiene mucha información sobre su biografía antes de 2015, cuando debutó como actriz pornográfica a los 19 años de edad.
Ha grabado escenas y películas para productoras europeas y estadounidenses como DDF Network, Kick Ass, Perfect Gonzo DVD, Reality Kings, 21Sextury, Nubiles, Pervision, Girlfriends Films, Private, Evil Angel o Pure Play Media.
Ha aparecido en más de 200 películas como actriz.
Algunos de sus trabajos son Anal Loving Lingerie Models, Double Penetration Teens, Fantasstic DP 5, Her First MILF 25, Just Do Her, Naughty Students, Rebellious Reform School Girls 2, Swingers Paradise 3 o Yoga Studio 2.

## Premios y nominaciones
| Año  | Ceremonia         | Resultado | Premio                                             | Trabajo                |
| ---- | ----------------- | --------- | -------------------------------------------------- | ---------------------- |
| 2018 | Spank Bank Awards | Nominada  | Best Spitter / Drooler                             | —                      |
| 2018 | Spank Bank Awards | Nominada  | Bionic Butthole                                    | —                      |
| 2019 | Premios AVN       | Nominada  | Mejor escena de sexo anal en producción extranjera | My Sister's Little Ass |
| 2019 | Spank Bank Awards | Nominada  | Life Sized Human Hand Puppet                       | —                      |